# Watford Football Club 2022-2023
Questa voce raccoglie le informazioni riguardanti il Watford Football Club nelle competizioni ufficiali della stagione 2022-2023.

## Stagione
La stagione 2022-23 è stata la centoventiquattresima nella storia del club, la prima stagione in Championship, il secondo livello del calcio inglese, dopo la retrocessione della stagione precedente dalla Premier League 2021-2022. Questa stagione ha visto il Watford partecipare alla Championship, alla FA Cup ed alla League Cup
Si parte con l'addio di Roy Hodgson e l'annuncio, al termine della passata stagione, dell'inglese Rob Edwards come nuovo tecnico.
Il Watford fa il suo debutto nella Football League Championship 2022-2023 in casa contro lo Sheffield Utd, vincendo 1-0.
In League Cup, denominata Carabao Cup per motivi di sponsorizzazione, viene eliminato al secondo dal MK Dons, perdendo 2-0 in casa.
Dopo gli scarsi risultati in avvio di stagione, il 26 settembre 2022 porta la società ad esonerare l'allenatore Rob Edwards e, nello stesso giorno, viene annunciato come nuovo allenatore il croato Slaven Bilić.
In FA Cup, il Reading, vincendo per 2-0 nel terzo turno, elimina i gialloneri dalla competizione.
Il 7 marzo 2023, con la squadra al nono posto, dopo essere rimasto in carica per 25 partite, la società decide di esonerare il tecnico croato insieme a tutto il suo staff e ingaggiare Chris Wilder fino al termine della stagione, il quale porta nel suo staff Alan Knill, Matt Prestridge e Mike Allen.
L'8 maggio 2023, con la vittoria casalinga per 2-0 contro lo Stoke City, chiude il campionato all'11º posto, non qualificandosi per i play-off. Il 10 maggio 2023 viene annunciato come nuovo allenatore per la stagione successiva, il francese Valérien Ismaël.

## Divise e sponsor
Lo sponsor tecnico, per la stagione 2022-2023 è Kelme. Lo sponsor ufficiale che compare sulle divise è Stake.com, un'azienda globale di casinò online.
| Casa | Trasferta | Terza maglia |

## Organigramma societario
Area tecnica
- Allenatore - Rob Edwards (1ª-10ª), poi Slaven Bilić (11ª-35ª), poi Chris Wilder (36ª-46ª)
- Vice allenatore - Richie Kyle (1ª-10ª), poi Dean Računica (11ª-35ª), poi Alan Knill (36ª-)
- Assistente tecnico - Ray Lewington (1ª-10ª), poi Danilo Butorovic (11ª-35ª), Julian Dicks (22ª-46ª), Matt Prestridge (36ª-46ª)
- Allenatore dei portieri - Alex Brunner
- Analista - Woody Dewar, Mike Allen (36ª-46ª)
- Preparatore atletico - Nacho Sancho, Miguel Ángel Campos, Cristian Fernández
- Direttore tecnico - Filippo Giraldi

Settore giovanile
- Responsabile del reclutamento - Andy Scott
- Responsabile di prevenzione degli infortuni e riabilitazione - Alberto Leon Herranz
- Allenatore Under-23 - Hayden Mullins
- Responsabile dell'accademia dei portieri - Graham Stack
- Responsabile dell'accademia - Sviluppo professionale - Darren Sarll
- Allenatore Under-18 - Carl Martin
- Responsabile dell'accademia - Allenamento e sviluppo - Barry Quin
- Responsabile delle attrezzature - David Walter

Area organizzativa
- Segretario - Gayle Vowels
- Direttore commerciale - Spencer Field
- Responsabile delle vendite - Paul O'Brien
- Direttore delle operazioni - Glyn Evans
- Direttore della comunità - Rob Smith
- Direttore finanziario - Emiliano Russo
- Addetto stampa - Richard Walker

## Rosa
Aggiornata all'8 maggio 2023.
| N. |                             | Ruolo | Calciatore           |
| -- | --------------------------- | ----- | -------------------- |
| 1  | Austria (bandiera)          | P     | Daniel Bachmann      |
| 2  | Inghilterra (bandiera)      | D     | Jeremy Ngakia        |
| 3  | Spagna (bandiera)           | D     | Mario Gaspar         |
| 4  | Inghilterra (bandiera)      | C     | Hamza Choudhury      |
| 5  | Nigeria (bandiera)          | D     | William Troost-Ekong |
| 6  | Marocco (bandiera)          | C     | Imran Louza          |
| 7  | Inghilterra (bandiera)      | A     | Keinan Davis         |
| 8  | Inghilterra (bandiera)      | C     | Tom Cleverley        |
| 9  | Albania (bandiera)          | A     | Rey Manaj            |
| 10 | Brasile (bandiera)          | A     | João Pedro           |
| 11 | Canada (bandiera)           | C     | Ismaël Koné          |
| 12 | Svezia (bandiera)           | C     | Ken Sema             |
| 13 | Portogallo (bandiera)       | D     | João Ferreira        |
| 14 | Costa d'Avorio (bandiera)   | D     | Hassane Kamara       |
| 15 | Irlanda del Nord (bandiera) | D     | Craig Cathcart       |
| 16 | Inghilterra (bandiera)      | C     | Dan Gosling          |
| 17 | Inghilterra (bandiera)      | A     | Ashley Fletcher      |
| 18 | Colombia (bandiera)         | C     | Yaser Asprilla       |
| 19 | Costa d'Avorio (bandiera)   | A     | Vakoun Bayo          |
| 20 | Guinea-Bissau (bandiera)    | D     | Domingos Quina       |
| 21 | Portogallo (bandiera)       | A     | Henrique Araújo      |
| 22 | Brasile (bandiera)          | D     | Samir                |
| 22 | Scozia (bandiera)           | D     | Ryan Porteous        |
| 23 | Senegal (bandiera)          | A     | Ismaïla Sarr         |

| N. |                         | Ruolo | Calciatore          |
| -- | ----------------------- | ----- | ------------------- |
| 24 | Nigeria (bandiera)      | C     | Tom Dele-Bashiru    |
| 25 | Nigeria (bandiera)      | A     | Emmanuel Dennis     |
| 25 | Curaçao (bandiera)      | C     | Leandro Bacuna      |
| 26 | Inghilterra (bandiera)  | P     | Ben Hamer           |
| 27 | Belgio (bandiera)       | D     | Christian Kabasele  |
| 28 | Nigeria (bandiera)      | A     | Samuel Kalu         |
| 30 | Inghilterra (bandiera)  | D     | Kortney Hause       |
| 31 | Cile (bandiera)         | D     | Francisco Sierralta |
| 32 | Inghilterra (bandiera)  | D     | Mattie Pollock      |
| 34 | RD del Congo (bandiera) | A     | Britt Assombalonga  |
| 35 | Nigeria (bandiera)      | P     | Maduka Okoye        |
| 36 | Inghilterra (bandiera)  | A     | Joseph Hungbo       |
| 37 | Scozia (bandiera)       | A     | Dapo Mebude         |
| 37 | Brasile (bandiera)      | A     | Matheus Martins     |
| 39 | RD del Congo (bandiera) | C     | Edo Kayembe         |
| 41 | Scozia (bandiera)       | P     | Vincent Angelini    |
| 42 | Inghilterra (bandiera)  | D     | James Morris        |
| 44 | Paesi Bassi (bandiera)  | D     | Wesley Hoedt        |
| 49 | Inghilterra (bandiera)  | A     | Michael Adu-Poku    |
| 50 | Inghilterra (bandiera)  | A     | Adrian Blake        |
| 53 | Inghilterra (bandiera)  | A     | Jack Grieves        |
| 54 | Inghilterra (bandiera)  | A     | Tobi Adeyemo        |
| 57 | Inghilterra (bandiera)  | D     | Ryan Andrews        |

## Calciomercato

### Sessione estiva(dall'1/7 all'1/9)
| Acquisti         | Acquisti             | Acquisti            | Acquisti      |
| R.               | Nome                 | da                  | Modalità      |
| ---------------- | -------------------- | ------------------- | ------------- |
| P                | Pontus Dahlberg      | Gillingham          | fine prestito |
| P                | Ben Hamer            | Swansea City        | definitivo    |
| P                | Maduka Okoye         | Sparta Rotterdam    | fine prestito |
| D                | Mario Gaspar         | Villarreal          | definitivo    |
| D                | Kortney Hause        | Aston Villa         | prestito      |
| D                | Hassane Kamara       | Udinese             | prestito      |
| D                | Jorge Segura         | América de Cali     | fine prestito |
| C                | Hamza Choudhury      | Leicester City      | prestito      |
| C                | Kamil Conteh         | Braintree Town      | fine prestito |
| C                | Tom Dele-Bashiru     | Reading             | fine prestito |
| C                | Daniel Phillips      | Gillingham          | fine prestito |
| C                | Domingos Quina       | Barnsley            | fine prestito |
| A                | Vakoun Issouf Bayo   | Charleroi           | definitivo    |
| A                | Keinan Davis         | Aston Villa         | prestito      |
| A                | Ashley Fletcher      | N.Y. Red Bulls      | fine prestito |
| A                | Andre Gray           | QPR                 | fine prestito |
| A                | Joseph Hungbo        | Ross County         | fine prestito |
| A                | Rey Manaj            | Barcellona          | definitivo    |
| A                | Adalberto Peñaranda  | Las Palmas          | fine prestito |
| A                | Ignacio Pussetto     | Udinese             | fine prestito |
| A                | Philip Zinckernagel  | Nottingham Forest   | fine prestito |
| Altre operazioni |                      |                     |               |
| R.               | Nome                 | da                  | Modalità      |
| P                | Dante Baptiste       | Farnborough         | fine prestito |
| P                | Alfie Marriott       | Kings Langley       | fine prestito |
| P                | Adam Parkes          | Dover Athletic      | fine prestito |
| P                | Myles Roberts        | Concord Rangers     | fine prestito |
| D                | Will Hall            | Kings Langley       | fine prestito |
| D                | Scott Holding        | Stockport County    | definitivo    |
| D                | Mattie Pollock       | Cheltenham Town     | fine prestito |
| C                | Max Delyfer          | Potters Bar Town    | definitivo    |
| C                | Ober Almanza         | Albacete            | fine prestito |
| C                | Juergen Elitim       | Deportivo La Coruña | fine prestito |
| C                | Luigi Gaspar         | Arsenal             | definitivo    |
| C                | Dominic Hutchinson   | Eastbourne Borough  | fine prestito |
| C                | Sonny Blu Lo-Everton | Yeovil Town         | fine prestito |
| C                | JJ McKiernan         | Bohemians           | fine prestito |
| A                | Ryan Cassidy         | Bohemians           | fine prestito |
| A                | Jimiel Chikukwa      | Maidstone Utd       | fine prestito |
| A                | Dapo Mebude          | AFC Wimbledon       | fine prestito |

| Cessioni         | Cessioni              | Cessioni               | Cessioni                 |
| R.               | Nome                  | a                      | Modalità                 |
| ---------------- | --------------------- | ---------------------- | ------------------------ |
| P                | Pontus Dahlberg       | IFK Göteborg           | definitivo               |
| P                | Rob Elliot            | Gateshead              | fine contratto           |
| P                | Benjamin Foster       |                        | ritirato                 |
| D                | Hassane Kamara        | Udinese                | definitivo (19 mln €)    |
| D                | Kiko                  | Villarreal             | definitivo (980.000 €)   |
| D                | Adam Masina           | Udinese                | definitivo (5 mln €)     |
| D                | Nicolas Nkoulou       | Arīs Salonicco         | fine contratto           |
| D                | Danny Rose            |                        | risoluzione contrattuale |
| D                | Samir                 | Tigres UANL            | definitivo (6,5 mln €)   |
| D                | Jorge Segura          | Independiente Medellín | prestito                 |
| C                | Kamil Conteh          | Middlesbrough          | fine contratto           |
| C                | Oghenekaro Etebo      | Stoke City             | fine prestito            |
| C                | Juraj Kucka           | Slovan Bratislava      | fine contratto           |
| C                | Daniel Phillips       | St. Johnstone          | fine contratto           |
| C                | Domingos Quina        | Elche                  | prestito                 |
| C                | Moussa Sissoko        | Nantes                 | definitivo (2 mln €)     |
| A                | Kane Crichlow         | Episkopī               | fine contratto           |
| A                | Emmanuel Dennis       | Nottingham Forest      | definitivo (14,8 mln €)  |
| A                | Ashley Fletcher       | Wigan                  | prestito                 |
| A                | Andre Gray            | Arīs Salonicco         | fine contratto           |
| A                | Juan Camilo Hernández | Columbus Crew          | definitivo               |
| A                | Joshua King           | Fenerbahçe             | fine contratto           |
| A                | Adalberto Peñaranda   | Boavista               | risoluzione contrattuale |
| A                | Ignacio Pussetto      | Sampdoria              | prestito                 |
| A                | Philip Zinckernagel   | Olympiacos             | definitivo               |
| Altre operazioni |                       |                        |                          |
| R.               | Nome                  | da                     | Modalità                 |
| P                | Dante Baptiste        | Wealdstone             | fine contratto           |
| P                | Adam Parkes           | Plymouth               | fine prestito            |
| P                | Myles Roberts         | Welling Utd            | prestito                 |
| D                | Derek Agyakwa         | Port Vale              | fine contratto           |
| D                | Jack Broome           |                        | fine contratto           |
| D                | Jack Burchell         |                        | fine contratto           |
| D                | Will Hall             |                        | fine contratto           |
| D                | Andi Janjeva          |                        | fine contratto           |
| D                | George Langston       | Eastleigh              | fine contratto           |
| D                | Josh O'Brien          | Salford City           | fine contratto           |
| C                | Ober Almanza          | Ind. Santa Fe          | prestito                 |
| C                | Juergen Elitim        | Racing Santander       | prestito                 |
| C                | Jordan Harrison       |                        | fine contratto           |
| C                | Dominic Hutchinson    | Wealdstone             | fine contratto           |
| C                | Kyrell Lisbie         | Woodford Town          | fine contratto           |
| C                | JJ McKiernan          | Eastleigh              | prestito                 |
| C                | Enoch Muwonge         |                        | fine contratto           |
| C                | Ben Smith             |                        | fine contratto           |
| C                | Henry Wise            | N.Y. Red Bulls         | fine contratto           |
| A                | Kwadwo Baah           | Fortuna Düsseldorf     | prestito                 |
| A                | Ryan Cassidy          |                        | fine contratto           |
| A                | Jimiel Chikukwa       |                        | fine contratto           |
| A                | Tiago Çukur           | Fenerbahçe             | definitivo (250.000 €)   |
| A                | Kyreece Lisbie        | Brentford              | fine contratto           |
| A                | Freddie Moriarty      |                        | fine contratto           |
| A                | Maurizio Pochettino   | Gimnàstic              | fine contratto           |

### Sessione domestica(dal 2/9 al 16/10)
| Acquisti | Acquisti              | Acquisti       | Acquisti   |
| R.       | Nome                  | da             | Modalità   |
| -------- | --------------------- | -------------- | ---------- |
| A        | Jorge Cabezas Hurtado | Real Cartagena | definitivo |

| Cessioni | Cessioni              | Cessioni           | Cessioni       |
| R.       | Nome                  | a                  | Modalità       |
| -------- | --------------------- | ------------------ | -------------- |
| D        | Scott Holding         | Stalybridge Celtic | prestito breve |
| A        | Jorge Cabezas Hurtado | Real Cartagena     | prestito       |

### Operazioni esterne(dal 2/9 all'1/1)
| Acquisti | Acquisti       | Acquisti           | Acquisti            |
| R.       | Nome           | da                 | Modalità            |
| -------- | -------------- | ------------------ | ------------------- |
| D        | Aidan Coyne    | Perth Glory        | svincolato          |
| D        | Scott Holding  | Stalybridge Celtic | fine prestito breve |
| C        | Leandro Bacuna | Cardiff City       | svincolato          |
| A        | Tobi Adeyemo   | Hitchin Town       | fine prestito breve |

| Cessioni | Cessioni     | Cessioni     | Cessioni       |
| R.       | Nome         | a            | Modalità       |
| -------- | ------------ | ------------ | -------------- |
| A        | Tobi Adeyemo | Hitchin Town | prestito breve |
| A        | Dapo Mebude  | Ostenda      | definitivo     |
| A        | Shaq Forde   | York City    | prestito       |

### Sessione invernale(dal 2/1 al 31/1)
| Acquisti         | Acquisti              | Acquisti           | Acquisti             |
| R.               | Nome                  | da                 | Modalità             |
| ---------------- | --------------------- | ------------------ | -------------------- |
| D                | João Ferreira         | Benfica            | definitivo           |
| D                | Wesley Hoedt          | Anderlecht         | definitivo (2 mln €) |
| D                | Ryan Porteous         | Hibernian          | definitivo           |
| C                | Jaime Alvarado        | Fortaleza C.E.I.F. | fine prestito        |
| C                | Ismaël Koné           | CF Montréal        | definitivo           |
| C                | Domingos Quina        | Elche              | risoluzione prestito |
| A                | Henrique Araújo       | Benfica            | prestito             |
| A                | Britt Assombalonga    | Adana Demirspor    | definitivo           |
| A                | Matheus Martins       | Udinese            | prestito             |
| Altre operazioni |                       |                    |                      |
| R.               | Nome                  | da                 | Modalità             |
| C                | Ober Almanza          | Ind. Santa Fe      | fine prestito        |
| C                | Jordan Fankwe         | Mickleover Sports  | definitivo           |
| C                | Zak Fraser-Grante     | Hampton & Richmond | definitivo           |
| C                | JJ McKiernan          | Eastleigh          | fine prestito        |
| A                | James Collins         | Hertford Town      | definitivo           |
| A                | David Hamiga          | Beaconsfield Town  | definitivo           |
| A                | Jorge Cabezas Hurtado | Real Cartagena     | fine prestito        |
| A                | Ezio Touray           | Basingstoke Town   | definitivo           |

| Cessioni         | Cessioni              | Cessioni               | Cessioni         |
| R.               | Nome                  | a                      | Modalità         |
| ---------------- | --------------------- | ---------------------- | ---------------- |
| D                | William Troost-Ekong  | Salernitana            | prestito         |
| C                | Domingos Quina        | Rotherham Utd          | prestito         |
| A                | Vakoun Issouf Bayo    | Charleroi              | prestito         |
| A                | Joseph Hungbo         | Huddersfield Town      | prestito         |
| Altre operazioni |                       |                        |                  |
| R.               | Nome                  | a                      | Modalità         |
| P                | Vincent Angelini      | Brentford              | definitivo       |
| D                | Mattie Pollock        | Aberdeen               | prestito         |
| C                | JJ McKiernan          | Eastleigh              | rinnovo prestito |
| A                | Jorge Cabezas Hurtado | Independiente Medellín | prestito         |

### Operazioni esterne(dall'1/2 al 30/6)
| Acquisti         | Acquisti         | Acquisti         | Acquisti         |
| R.               | Nome             | da               | Modalità         |
| Altre operazioni | Altre operazioni | Altre operazioni | Altre operazioni |
| R.               | Nome             | da               | Modalità         |
| ---------------- | ---------------- | ---------------- | ---------------- |

| Cessioni         | Cessioni       | Cessioni               | Cessioni                 |
| R.               | Nome           | a                      | Modalità                 |
| ---------------- | -------------- | ---------------------- | ------------------------ |
| D                | Jorge Segura   | Independiente Medellín | risoluzione contrattuale |
| C                | Jaime Alvarado | Independiente Medellín | definitivo               |
| A                | Rey Manaj      |                        | risoluzione contrattuale |
| Altre operazioni |                |                        |                          |
| R.               | Nome           | a                      | Modalità                 |
| P                | Roraigh Browne | Chertsey Town          | prestito breve           |
| D                | Bogdan Marian  | Rushden & Diamonds     | prestito breve           |
| C                | Ober Almanza   | Deportivo Pereira      | prestito                 |
| C                | Ethan Goulding | Oxhey Jets             | prestito breve           |
| A                | Damani Hunter  | Grays Athletic         | prestito breve           |
| A                | Ezio Touray    | Maidstone Utd          | prestito breve           |

## Risultati

### Championship

#### Girone di andata
| Arbitro: | Josh Smith |

|                |           |  |
| João Pedro 29’ | Marcatori |  |

| Arbitro: | Tim Robinson |

|             |           |          |
| Grant 45+2’ | Marcatori | 12’ Sarr |

| Arbitro: | Thomas Bramall |

|                 |           |  |
| Cleverley 45+2’ | Marcatori |  |

| Arbitro: | David Webb |

|          |           |           |
| Hall 19’ | Marcatori | 63’ Manaj |

| Preston 20 agosto 2022, ore 15:00 WEST 5ª giornata | Preston N.E. | 0 – 0 referto | Watford | Deepdale (15 317 spett.)\| Arbitro: \| Darren Bond \| |
| Arbitro:                                           | Darren Bond  |               |         |                                                       |

| Arbitro: | Keith Stroud |

|                         |           |                                  |
| Sema 27’ João Pedro 50’ | Marcatori | 18’ Chair 34’ Willock 70’ Adomah |

| Arbitro: | Chris Kavanagh |

|                     |           |          |
| Sarr 24’ Bayo 90+3’ | Marcatori | 4’ Muniz |

| Arbitro: | Leigh Doughty |

|         |           |          |
| Wood 2’ | Marcatori | 33’ Bayo |

| Arbitro: | James Linington |

|                            |           |  |
| João Pedro 15’ (rig.), 87’ | Marcatori |  |

| Arbitro: | Steve Martin |

|                     |           |  |
| Hedges 38’ Hyam 82’ | Marcatori |  |

| Arbitro: | John Busby |

|                             |           |                        |
| Davis 34’ O'Nien 62’ (aut.) | Marcatori | 45’ Alese 87’ Bennette |

| Arbitro: | Josh Smith |

|  |           |                                      |
|  | Marcatori | 12’ Sarr 64’ Sema 78’ Davis 84’ Bayo |

| Arbitro: | Tim Robinson |

|          |           |                          |
| Sarr 34’ | Marcatori | 52’ Ntcham 90+8’ Cabango |

| Arbitro: | Robert Madley |

|                           |           |           |
| Madine 10’ Yates 81’, 85’ | Marcatori | 12’ Louza |

| Arbitro: | Darren England |

|                     |           |             |
| Louza 18’ Davis 31’ | Marcatori | 45’ Sargent |

| Arbitro: | David Webb |

|                       |           |  |
| Bradshaw 8’, 26’, 33’ | Marcatori |  |

| Arbitro: | Robert Madley |

|                                                   |           |  |
| Davis 3’ Troost-Ekong 45’ João Pedro 57’ Sarr 79’ | Marcatori |  |

| Arbitro: | Matt Donohue |

|  |           |                |
|  | Marcatori | 87’ João Pedro |

| Arbitro: | Keith Stroud |

|          |           |                        |
| Kipré 9’ | Marcatori | 39’ Sierralta 59’ Sarr |

| Arbitro: | Leigh Doughty |

|  |           |              |
|  | Marcatori | 50’ Gyökeres |

| Bristol 12 novembre 2022, ore 15:00 WET 21ª giornata | Bristol City | 0 – 0 referto | Watford | Ashton Gate Stadium (23 501 spett.)\| Arbitro: \| David Webb \| |
| Arbitro:                                             | David Webb   |               |         |                                                                 |

| Watford 11 dicembre 2022, ore 15:00 WET 22ª giornata | Watford         | 0 – 0 referto | Hull City | Vicarage Road (18 846 spett.)\| Arbitro: \| Dean Whitestone \| |
| Arbitro:                                             | Dean Whitestone |               |           |                                                                |

| Arbitro: | Leigh Doughty |

|  |           |                     |
|  | Marcatori | 54’, 86’ João Pedro |

#### Girone di ritorno
| Arbitro: | Joshua Smith |

|  |           |                             |
|  | Marcatori | 22’ Voglsammer 83’ Flemming |

| Arbitro: | John Busby |

|                                             |           |  |
| Piroe 39’, 78’ Cullen 74’ Latibeaudiere 87’ | Marcatori |  |

| Arbitro: | James Linington |

|  |           |          |
|  | Marcatori | 56’ Bayo |

| Arbitro: | Gavin Ward |

|                             |           |  |
| Adeyemo 72’ Sarr 87’ (rig.) | Marcatori |  |

| Arbitro: | David Webb |

|              |           |              |
| Ferreira 53’ | Marcatori | 20’ Ferguson |

| Arbitro: | Darren Bond |

|                       |           |  |
| Akpom 36’ Forss 45+3’ | Marcatori |  |

| Arbitro: | Steve Martin |

|                              |           |                       |
| Ince 66’ (rig.) Hendrick 80’ | Marcatori | 38’ Sarr 48’ Porteous |

| Arbitro: | Jeremy Simpson |

|           |           |          |
| Hoedt 74’ | Marcatori | 24’ Dack |

| Arbitro: | Leigh Doughty |

|               |           |                |
| Obafemi 90+5’ | Marcatori | 32’ João Pedro |

| Arbitro: | Tim Robinson |

|                                      |           |                          |
| Sema 23’ Sarr 66’ Pieters 78’ (aut.) | Marcatori | 56’ Townsend 72’ Wallace |

| Arbitro: | Keith Stroud |

|                     |           |  |
| Porteous 73’ (aut.) | Marcatori |  |

| Watford 5 marzo 2023, ore 15:00 WET 35ª giornata | Watford    | 0 – 0 referto | Preston N.E. | Vicarage Road (19 244 spett.)\| Arbitro: \| Gavin Ward \| |
| Arbitro:                                         | Gavin Ward |               |              |                                                           |

| Arbitro: | James Linington |

|                |           |  |
| Iroegbunam 15’ | Marcatori |  |

| Arbitro: | Darren England |

|                                     |           |  |
| Louza 6’ Davis 16’ Assombalonga 73’ | Marcatori |  |

| Arbitro: | Graham Scott |

|           |           |             |
| Davis 45’ | Marcatori | 51’ McClean |

| Arbitro: | Josh Smith |

|                         |           |  |
| Osho 28’ Campbell 90+1’ | Marcatori |  |

| Arbitro: | David Webb |

|                                 |           |                                    |
| Asprilla 32’ Assombalonga 90+2’ | Marcatori | 44’ Rudoni 55’ Pearson 82’ Harratt |

| Arbitro: | Keith Stroud |

|                      |           |                           |
| Godden 58’ Sheaf 72’ | Marcatori | 6’ João Pedro 45+1’ Louza |

| Arbitro: | Dean Whitestone |

|                                  |           |  |
| Cornick 6’ (aut.) João Pedro 54’ | Marcatori |  |

| Arbitro: | Jarred Gillett |

|          |           |                              |
| Sarr 11’ | Marcatori | 31’ Etete 35’ Kipré 41’ Kaba |

| Arbitro: | Oliver Langford |

|                  |           |  |
| Tufan 25’ (rig.) | Marcatori |  |

| Arbitro: | Gavin Ward |

|                        |           |                           |
| O'Nien 11’ Roberts 11’ | Marcatori | 31’ Kabasele 35’ Porteous |

| Arbitro: | Lewis Smith |

|                     |           |  |
| Louza 70’ Davis 74’ | Marcatori |  |

### FA Cup

#### Turni eliminatori
| Arbitro: | Bankes (Merseyside) |

|                         |           |  |
| Abrefa 45+3’ Long 90+3’ | Marcatori |  |

### EFL Cup

#### Turni eliminatori
| Arbitro: | Andy Woolmer |

|  |           |                      |
|  | Marcatori | 45’ Dennis 53’ Burns |

## Statistiche

### Statistiche di squadra
Statistiche aggiornate all'8 maggio 2023.
| Competizione | Punti         | In casa | In casa | In casa | In casa | In casa | In casa | In trasferta | In trasferta | In trasferta | In trasferta | In trasferta | In trasferta | Totale | Totale | Totale | Totale | Totale | Totale | DR |
| Competizione | Punti         | G       | V       | N       | P       | Gf      | Gs      | G            | V            | N            | P            | Gf           | Gs           | G      | V      | N      | P      | Gf     | Gs     | DR |
| ------------ | ------------- | ------- | ------- | ------- | ------- | ------- | ------- | ------------ | ------------ | ------------ | ------------ | ------------ | ------------ | ------ | ------ | ------ | ------ | ------ | ------ | -- |
| Championship | 63            | 23      | 11      | 6       | 6       | 35      | 23      | 23           | 5            | 9            | 9            | 21           | 30           | 46     | 16     | 15     | 15     | 56     | 53     | +3 |
| FA Cup       | Terzo turno   | 0       | 0       | 0       | 0       | 0       | 0       | 1            | 0            | 0            | 1            | 0            | 2            | 1      | 0      | 0      | 1      | 0      | 2      | -2 |
| Carabao Cup  | Secondo turno | 1       | 0       | 0       | 1       | 0       | 2       | 0            | 0            | 0            | 0            | 0            | 0            | 1      | 0      | 0      | 1      | 0      | 2      | -2 |
| Totale       | -             | 24      | 11      | 6       | 7       | 35      | 25      | 24           | 5            | 9            | 10           | 21           | 32           | 48     | 16     | 15     | 17     | 56     | 57     | -1 |

### Andamento in campionato
| Giornata  | 1 | 2 | 3 | 4 | 5 | 6 | 7 | 8 | 9  | 10 | 11 | 12 | 13 | 14 | 15 | 16 | 17 | 18 | 19 | 20 | 21 | 22 | 23 | 24 | 25 | 26 | 27 | 28 | 29 | 30 | 31 | 32 | 33 | 34 | 35 | 36 | 37 | 38 | 39 | 40 | 41 | 42 | 43 | 44 | 45 | 46 |
| --------- | - | - | - | - | - | - | - | - | -- | -- | -- | -- | -- | -- | -- | -- | -- | -- | -- | -- | -- | -- | -- | -- | -- | -- | -- | -- | -- | -- | -- | -- | -- | -- | -- | -- | -- | -- | -- | -- | -- | -- | -- | -- | -- | -- |
| Luogo     | C | T | C | T | T | C | C | T | C  | T  | C  | T  | C  | T  | C  | T  | C  | T  | T  | C  | T  | C  | T  | C  | T  | T  | C  | C  | T  | T  | C  | T  | C  | T  | C  | T  | C  | C  | T  | C  | T  | C  | C  | T  | T  | C  |
| Risultato | V | N | V | N | N | P | V | N | V  | P  | N  | V  | P  | P  | V  | P  | V  | V  | V  | N  | N  | N  | V  | P  | P  | V  | V  | N  | P  | N  | N  | N  | V  | P  | N  | P  | V  | N  | P  | P  | N  | V  | P  | P  | N  | V  |
| Posizione | 6 | 3 | 3 | 3 | 2 | 7 | 4 | 6 | 11 | 11 | 8  | 11 | 14 | 10 | 15 | 10 | 7  | 6  | 7  | 5  | 4  | 6  | 4  | 4  | 5  | 4  | 3  | 3  | 7  | 7  | 7  | 9  | 7  | 8  | 9  | 10 | 10 | 10 | 11 | 12 | 12 | 12 | 12 | 13 | 13 | 11 |

Legenda:

Luogo: C = Casa; T = Trasferta. Risultato: V = Vittoria; N = Pareggio; P = Sconfitta.